# Jerry Paris
William Gerald „Jerry“ Paris (* 25. Juli 1925 in San Francisco, Kalifornien; † 31. März 1986 in Los Angeles, Kalifornien) war ein US-amerikanischer Schauspieler sowie Regisseur und Produzent bei Film und Fernsehen.

## Leben und Wirken
Paris diente bei der United States Navy während des Zweiten Weltkrieges und studierte an der New York University, ehe er seinen Einstieg ins Filmgeschäft als Schauspieler machte. Erste kleinere Nebenrollen hatte er ab 1949. Einen ersten Höhepunkt erreichte seine Schauspielerlaufbahn im Jahr 1954 mit einem Auftritt als Matrose im Kriegsdrama Die Caine war ihr Schicksal (The Caine Munity) an der Seite von Humphrey Bogart. Während er im Kino auf Nebenrollen beschränkt blieb, erhielt er in einigen Fernsehserien der 1950er- und 1960er-Jahre Hauptrollen oder feste Nebenrollen. In der Sitcom The Dick Van Dyke Show gab er ab 1961 neben Hauptdarsteller Dick Van Dyke den Zahnarzt und Nachbarn Jerry Helper. 
Erste Erfahrungen als Regisseur sammelte er mit der Inszenierung von Episoden der Dick Van Dyke Show. 1964 erhielt er für seine Regiearbeit an der Sitcom einen Emmy. Paris inszenierte Episoden weiterer Fernsehserien und verlegte sich zusehends von der Schauspielerei auf das Regiehandwerk. Als Regisseur ist er vor allem für die beiden ersten Fortsetzungen von Police Academy – Dümmer als die Polizei erlaubt bekannt. Eigentlich sollte er auch den vierten Teil der Reihe inszenieren, doch er starb zuvor an einem Tumor. Seinen ersten Spielfilm drehte er 1967 mit Der Spinner, einer Jerry-Lewis-Komödie. Mit Dick Van Dyke arbeitete er danach auch an dem Walt-Disney-Film Wie klaut man ein Gemälde? (Never a Dull Moment, 1968) zusammen. Und in Viva Max! (Viva Max, 1969) war Peter Ustinov mit von der Partie.
Als Produzent war er an der Fernsehserie Happy Days beteiligt, bei der auch den Großteil der Episoden als Regisseur inszeniert hatte.
Jerry Paris starb im Alter von 60 Jahren an einem Hirntumor. Er war von 1954 bis zu ihrem Tod im Jahr 1980 mit Ruth Benjamin verheiratet, gemeinsam hatten sie drei Kinder. Einer seiner Söhne, Andrew Paris, war in der Rolle des Bud Kirkland in den ersten drei Fortsetzungen von Police Academy zu sehen. Auch die Tochter Julie Paris ist im Filmgeschäft als Schauspielerin tätig.

## Filmografie (Auswahl)

### Schauspiel
- 1949: Spielfieber (The Lady Gambles)
- 1949: Schwert in der Wüste (Sword in the Desert)
- 1949: Kesselschlacht (Battleground)
- 1949: Opfer der Unterwelt (D.O.A.)
- 1949: Angst vor der Schande (My Foolish Heart)
- 1950: Dein Leben in meiner Hand (Woman in Hiding)
- 1950: Das Raubtier ist los! (The Reformer and the Redhead)
- 1950: Der letzte Musketier (Cyrano de Bergerac)
- 1950: Revolverlady (Frenchie)
- 1951: Sieg über das Dunkel (Bright Victory)
- 1951: U-Kreuzer Tigerhai (Submarine Command)
- 1952: Liebling, ich werde jünger (Monkey Business)
- 1952: Bonzo Goes to College
- 1953: Jagdstaffel z.b.V. (Sabre Jet)
- 1953: Flug nach Tanger (Flight to Tangier)
- 1953: Der Wilde (The Wild One)
- 1954: Auf gefährlicher Straße (Drive a Crooked Road)
- 1954: Die Caine war ihr Schicksal (The Caine Mutiny)
- 1955: Unchained
- 1955: Marty
- 1955: … und nicht als ein Fremder (Not as a Stranger)
- 1955: Nackte Straßen (The Naked Street)
- 1955: Unvollendete Liebe (The View from Pompey’s Head)
- 1955: Guten Morgen, Miss Fink (Good Morning, Miss Dove)
- 1956: Nur Du allein (Never Say Goodbye)
- 1956: Zwischen Himmel und Hölle (D-Day the Sixth of June)
- 1956/1958: Alfred Hitchcock präsentiert (Alfred Hitchcock Presents, Fernsehserie, 2 Folgen)
- 1957: Those Whiting Girls (Fernsehserie, 13 Folgen)
- 1957: 714 antwortet nicht (Zero Hour!)
- 1958: Immer Ärger mit den Frauen (The Lady Takes a Flyer)
- 1958: Die Nackten und die Toten (The Naked and the Dead)
- 1959: Auf der Kugel stand kein Name (No Name on the Bullet)
- 1959: Steve Canyon (Fernsehserie, 11 Folgen)
- 1959: Viele sind berufen (Career)
- 1959–1960: Die Unbestechlichen (The Untouchables, Fernsehserie, 16 Folgen)
- 1960: Ein charmanter Hochstapler (The Great Impostor)
- 1960–1961: Ein Fall für Michael Shayne (Michael Shayne, Fernsehserie, 26 Folgen)
- 1960/1962: Im Wilden Westen (Death Valley Days, Fernsehserie, 2 Folgen)
- 1961/1963: 77 Sunset Strip (Fernsehserie, 2 Folgen)
- 1961–1966: The Dick Van Dyke Show (Fernsehserie, 39 Folgen)
- 1963: Frauen, die nicht lieben dürfen (The Caretakers)
- 1963: Auf der Flucht (The Fugitive, Fernsehserie, 1 Folge)
- 1968: Der Spinner (Don’t Raise the Bridge, Lower the River)
- 1968: Wie klaut man ein Gemälde? (Never a Dull Moment)
- 1975–1983: Happy Days (Fernsehserie, 4 Folgen)
- 1986: Police Academy 3 – … und keiner kann sie bremsen (Police Academy 3: Back in Training)

### Regie
- 1967: Der Spinner (Don’t Raise the Bridge, Lower the River)
- 1968: Wie klaut man ein Gemälde? (Never a Dull Moment)
- 1968: Der türkisfarbene Bikini (How Sweet It Is!)
- 1969: Viva Max! (Viva Max)
- 1970: Jung, hübsch und hemmungslos (The Grasshopper)
- 1980: Mach mir ein Angebot! (Make Me an Offer)
- 1985: Police Academy 2 – Jetzt geht’s erst richtig los (Police Academy 2: Their First Assignment)
- 1986: Police Academy 3 – … und keiner kann sie bremsen (Police Academy 3: Back in Training)

## Auszeichnungen
1964 erhielt Paris den Primetime Emmy Awards als Bester Regisseur für eine Comedy-Serie für The Dick Van Dyke Show.